# 雷恰希夫
49°33′22″N 23°51′30″E / 49.55611°N 23.85833°E

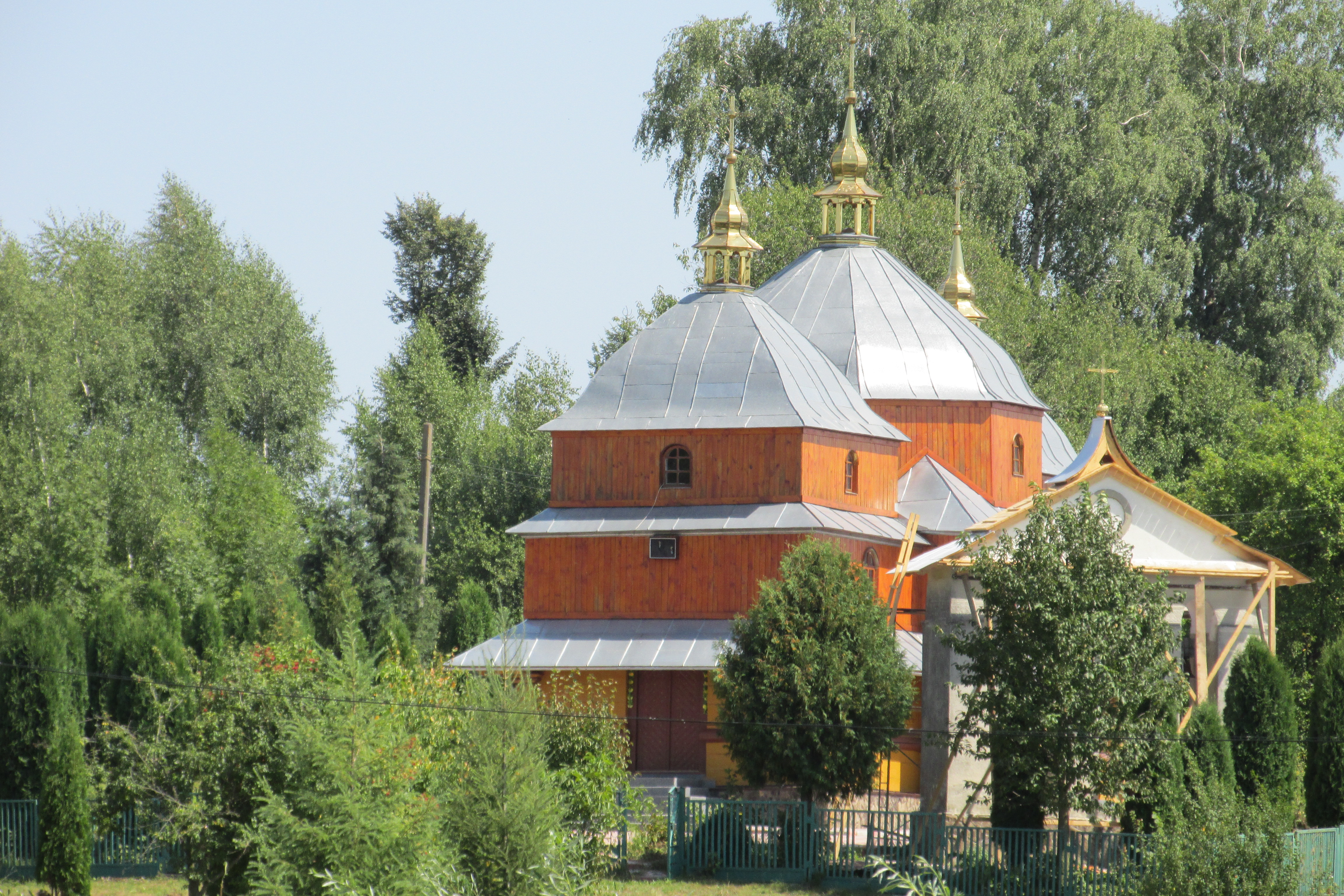
教堂

雷恰希夫（烏克蘭語：Ричагів）是烏克蘭西部利沃夫州斯特雷區米科拉伊夫市镇的村莊，始建於1615年，面積1.06平方公里，海拔高度289米，2001年人口537，人口密度每平方公里506.6人。